# Arachnoidalzyste

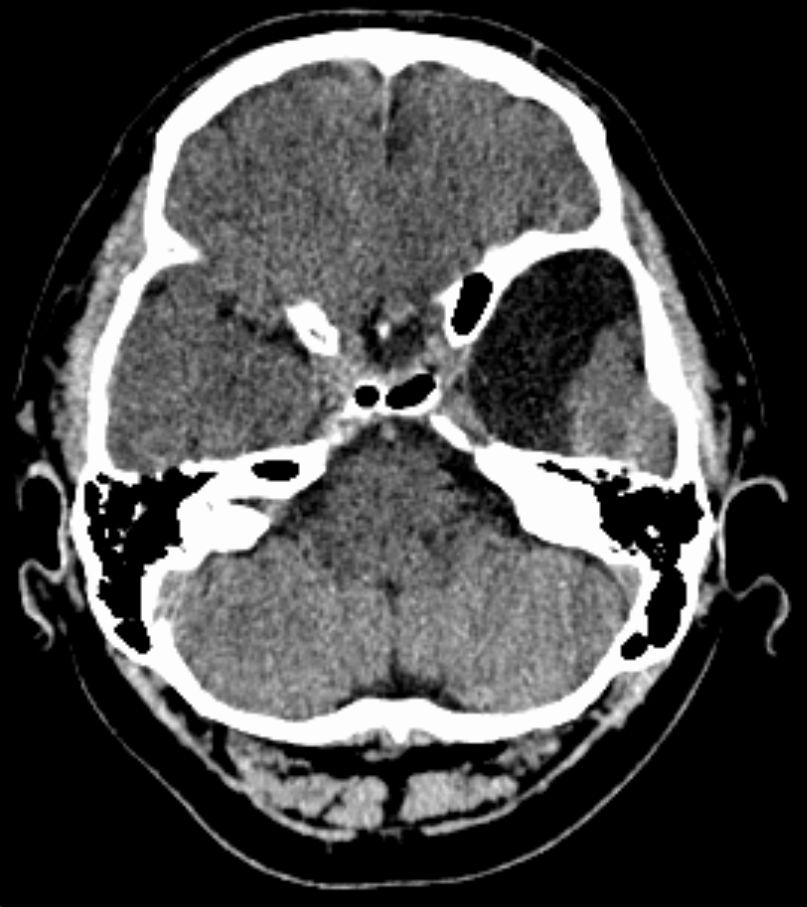
Typische Arachnoidalzyste in der linken mittleren Schädelgrube (im Bild rechts) in der Computertomographie

Arachnoidalzysten sind gutartige, zystische (flüssigkeitsgefüllte), zumeist angeborene Erweiterungen der Spinngewebshaut („Arachnoidea“, der mittleren Hirnhaut). Häufig sind sie ein Zufallsbefund bei der Computer- oder Magnetresonanztomographie des Kopfes. Bei 1,7 % von 2536 gesunden männlichen Anwärtern für die deutsche Luftwaffe wurde mindestens eine Arachnoidalzyste diagnostiziert. Eine Behandlung von Arachnoidalzysten ist nur zu erwägen, wenn sie Beschwerden machen, zum Beispiel bei Kompression von angrenzenden Gehirn- oder Rückenmarksanteilen. Arachnoidalzysten sind in der Regel Zufallsbefunde und können vollkommen symptomlos verlaufen, erst wenn es zu einer Kompression kommt, können die Betroffenen Symptome, wie Kopfschmerzen vernehmen. Treten Arachnoidalzysten bereits in der Wachstumsphase auf, können diese zu Schädeldeformationen führen.
Die Einteilung von Arachnoidalzysten erfolgt nach der Klassifikation von Galassi, bei welcher Arachnoidalzysten je nach Größe, Lage und Form in drei verschiedene Grade eingeteilt werden.